# La vera leggenda di Tony Vilar
La vera leggenda di Tony Vilar è un film del 2006 diretto da Giuseppe Gagliardi.
Primo caso di mockumentary (falso documentario) italiano, è stato presentato in anteprima nella sezione Extra della Festa del Cinema di Roma il 15 ottobre 2006 ed è uscito nelle sale italiane il 24 novembre 2006.

## Trama
Antonio Ragusa, un povero contadino calabrese, nel 1952 lascia tutto ciò che ha e si imbarca per l'Argentina a bordo di una nave che salpa da Genova. L'emigrante si trasforma in Tony Vilar, il cantante melodico che spopola negli anni Sessanta, facendo arrivare in ogni parte del mondo le note di Tintarella di luna di Mina, Non esiste l'amor di Adriano Celentano e di Cuando calienta el sol. Poi di quest'uomo, misteriosamente, non si sa più nulla finché un giorno, un suo lontano cugino, anche lui cantautore, cresciuto con il mito familiare di questo Anthony/Antonio, decide di partire per il Sudamerica per ritrovarlo. Comincia così un road movie che si muove tra la Boca di Buenos Aires, le Milonghe, il Connecticut, New York e il Bronx, costellato di incontri con attori di strada e personaggi incredibili. Alla fine viene altresì rivelato un incredibile risvolto legato alla sparizione dell'artista.